# Isaac Shelby
Isaac Shelby, född 11 december 1750 i Maryland, död 18 juli 1826 i Lincoln County, Kentucky, var en amerikansk militär och politiker (demokrat-republikan). Han var Kentuckys guvernör 1792–1796 och 1812–1816.
Shelby deltog 1774 i slaget vid Point Pleasant som löjtnant. Två år senare befordrades han till kapten och 1780 deltog han i slaget vid King's Mountain. Shelby, som hade suttit i lagstiftande församlingar i både Virginia och North Carolina, tog aktivt del i beslutet att Kentucky skulle separeras från Virginia till en egen delstat. Som major hade han tidigare fört befäl över trupper som tryggade gränskommissionens säkerhet när en gränstvist mellan Virginia och North Carolina avgjordes.
Det första guvernörsvalet i Kentucky 1792 förrättades av elektorer som Kentuckys konstitutionskonvent hade avgjort att skulle tillsätta guvernörsämbetet i den nya delstaten. Shelby valdes enhälligt. År 1796 efterträddes han i guvernörsämbetet av James Garrard. År 1812 tillträdde han som guvernör på nytt och efterträddes 1816 av George Madison. Shelby avled 1826 och gravsattes på en familjekyrkogård i Lincoln County. Bland andra Shelby County i Kentucky har döpts efter Isaac Shelby. I Shelby County i Kentucky har även huvudorten Shelbyville fått sitt namn efter honom. Sammanlagt nio delstater har ett county som har fått sitt namn efter honom plus flera städer och några militärbaser i USA.